# 秋月達郎
秋月 達郎（あきづき たつろう、1959年5月15日 -）は、日本の小説家。名前の「達」は正確には旧字体で書く。（「しんにょう」の点が1つではなく2つ）本名は稲生達朗。

## 略歴
愛知県半田市出身。愛知県立半田高等学校卒業。早稲田大学卒業後、東映株式会社の映画プロデューサーを経て、1989年、作家に転身。歴史に題材を取った作品を数多く発表する。
2001年より故郷の半田市において「まちづくり」を率先し、中埜半六邸などの江戸・明治期の民家の整備復元に努めるとともに江戸期に築かれた運河の再利用を提唱する。
半六邸の修復基金を募ることを目的とした催事は、茶会、聞香会、小栗風葉展、写生大会、音楽演奏会、映画上映会など多岐にわたり、2003年始められた雛祭りと端午の節句の二催事は翌年から公の催事として開催され、現在まで徐々に規模が拡大している。
また、2005年に映画祭の開催をめざして催された映画上映会は「第零回衣浦映画祭」とされ、麻生八咫の活弁により無声映画が多く上演、大河内傳次郎に主演男優賞が贈られた。
2016年11月より滋賀県大津市のびわ湖大津PR大使を務める。

## 作品

### 一般小説
- マラヤの要塞 上（1995年8月 ケイブンシャノベルス）
- マラヤの要塞 下（1995年9月 ケイブンシャノベルス）
- 天国の門 上、下（2004年7月 PHP研究所）
- 奇蹟の村の奇蹟の響き（2006年6月 PHP研究所）
- マルタの碑 - 日本海軍地中海を制す（2006年6月 祥伝社文庫）
- 海の翼（2010年3月 新人物往来社新人物文庫 / 2014年7月 PHP文芸文庫）
- 零の戦記 堀越二郎、坂井三郎、岩本徹三・・・空のサムライたちの物語 （2013年12月 PHP研究所）
- 海のまほろば―神と呼ばれた「大和」艦長 森下信衞 （2015年7月 洋泉社）

### ミステリー小説

#### 民俗学者・竹之内春彦の事件簿シリーズ
- 美濃路岩村ふりむけば、霧（2004年11月 実業之日本社ジョイノベル）
- 祇王の涙、京都路奥嵯峨殺人事件（2005年6月 実業之日本社ジョイノベル）
- 伝道師の形見 近江八幡殺人事件（2005年10月 実業之日本社ジョイノベル[注釈 1]）
- 京都上賀茂殺人物語 禊ぞ、神の・・・（2006年3月 実業之日本社ジョイノベル [注釈 2]）
  - 【改題】京都禊ぎ神殺人物語（2013年2月 新潮文庫※大幅加筆修正）
- 京都貴船殺人物語（2006年7月 ワンツーマガジン社ワンツーポケットノベルス）
- 奈良橿原殺人物語 （2006年9月 実業之日本社ジョイノベル）
- 京都産寧坂殺人物語（2007年1月 実業之日本社ジョイノベル）
- 京都丸竹夷殺人物語（2007年5月 実業之日本社ジョイノベル / 2012年7月 新潮文庫※大幅加筆修正）
- 信州長姫殺人物語（2007年9月 実業之日本社ジョイノベル）
- 京都大原殺人物語（2008年4月 実業之日本社ジョイノベル）
- 信州北斎殺人物語（2008年9月 実業之日本社ジョイノベル）
- 京都七福神殺人物語（2008年12月 実業之日本社ジョイノベル）
- 京都やすらい殺人物語（2009年4月 実業之日本社ジョイノベル）
- 京都五芒星殺人物語（2009年10月 実業之日本社ジョイノベル）
- 京都口無村殺人物語（2010年2月 実業之日本社ジョイノベル）
- 京都浦島殺人伝説（2011年10月 実業之日本社ジョイノベル）

#### その他の作品
- 鏡の中の私（1988年7月 ケイブンシャ文庫）
- ミルキー・ウェイ探偵団（1989年8月 集英社文庫コバルトシリーズ / 2002年 ダイソーミステリーシリーズ ※「夏服のアストーレア」に改題）
- 銀のスフラン・金のフラスク（1990年7月 集英社文庫コバルトシリーズ）
- 修学旅行は終わらない（1990年8月 朝日ソノラマパンプキン文庫）
- カーネーションの午後（1990年11月 朝日ソノラマパンプキン文庫）
- ある夏の終止符（1993年8月 小学館キャンバス文庫）
- 神の掌・悪魔の指先 透視探偵 咲人（2003年10月 廣済堂出版）
- 水晶島綺譚（2005年4月 朝日ソノラマ）

### 時代小説

#### 深川小町捕物控シリーズ
- 深川小町捕物控（2005年4月 ベスト時代文庫）
- 恋やつれ 深川小町捕物控（2005年7月 ベスト時代文庫）

#### 京奉行長谷川平蔵シリーズ
- 祇園詣り 京奉行長谷川平蔵1（2007年4月 ベスト時代文庫）
- 八坂の天狗 京奉行長谷川平蔵2（2007年7月 ベスト時代文庫）
- 八瀬の女狐 京奉行長谷川平蔵3（2008年2月 ベスト時代文庫）
- 加茂のかんざし 京奉行長谷川平蔵4（2008年6月 ベスト時代文庫）

#### その他の作品
- 修羅の門 尾州浪人剣（2000年12月 ケイブンシャ文庫）※矢矧零士と共著
- 信長の首（2009年6月 PHP研究所）
- 真田幸村の生涯（2010年1月 PHP研究所）
- 螢の城（2011年2月 PHP研究所）
  - 【改題】火螢(ほたる)の城（2015年3月 PHP文芸文庫）
- 慶次郎いっすいの夢（2011年5月 学研M文庫）

### 架空戦国小説

#### 徳川闘将伝シリーズ
- 徳川闘将伝 (1)疾れ！家康（2001年4月 ワニノベルス）
- 徳川闘将伝 (2)家康の最期場（2001年7月 ワニノベルス）
- 徳川闘将伝 (3)家康の名乗り（2002年10月 ワニノベルス）

#### 信長海王伝シリーズ
- 信長海王伝 (1)逆襲の本能寺（2003年11月 学研歴史群像新書）
- 信長海王伝 (2)倭寇との激戦（2004年7月 学研歴史群像新書）
- 信長海王伝 (3)激闘！大坂の陣（2005年1月 学研歴史群像新書）

### ファンタジー小説

#### パンゲア三国志シリーズ
- パンゲア三国志・アニルッダの反乱（1991年2月 ケイブンシャノベルズ）
- パンゲア三国志・ベルーハの誓約（1991年4月 ケイブンシャノベルス）
- パンゲア三国志・オルドスの動乱（1991年9月 ケイブンシャノベルス）
- パンゲア三国志・ウェイファン陥落（1992年2月 ケイブンシャノベルス）
- パンゲア三国志・アルセヴァの奇蹟（1992年6月 ケイブンシャノベルス）
- パンゲア三国志・カルラの玉璽（1993年2月 ケイブンシャノベルス）
- パンゲア三国志・エローラの炎上（1993年8月 ケイブンシャノベルス）

#### ルシアン興亡記シリーズ
- ルシアン興亡記・黄昏のリディア（1991年10月 大陸書房）
- ルシアン興亡記・黎明つぐるミレトス（1992年2月 大陸書房）

#### 三国幻獣演義シリーズ
- 三国幻獣演義(1)（1996年9月 アスキー）
- 三国幻獣演義(2)（1996年10月 アスキー）
- 三国幻獣演義(3)（1997年3月 アスキー）
- 三国幻獣演義(4)（1997年5月 アスキー）

#### 時計仕掛けのソフィアシリーズ
- 時計仕掛けのソフィア(1)（1991年10月 小学館パレット文庫）
- 時計仕掛けのソフィア(2)（1992年6月 小学館パレット文庫）
- 時計仕掛けのソフィア(3)（1993年1月 小学館パレット文庫）

#### ガンダーラ・プリンセスシリーズ
- ガンダーラ・プリンセス(1)（1992年1月 小学館パレット文庫）
- ガンダーラ・プリンセス(2)（1992年9月 小学館パレット文庫）
- ガンダーラ・プリンセス(3)（1993年6月 小学館パレット文庫）

#### 一角獣（ユニコーン）シリーズ
- 一角獣奇譚・うしろのしょうめんだあれ（1989年3月 ケイブンシャ文庫 / 1997年4月 小学館キャンバス文庫）
- ユニコーン・アイランド（1990年12月 アニメージュ文庫）
- 麒麟幻視行（1992年11月 トクマ・ノベルズ）
- 麒麟幻視行・覇城の幻戯（1993年7月 トクマ・ノベルズ）
- 麒麟幻視行・楼煩の幻馬（1994年5月 トクマ・ノベルズ）
- 亜州麒麟大戦・運命の序曲（1995年8月 ベストセラーズワニノベルス）
- 亜州麒麟大戦・魔道の戦塵（1996年2月 ベストセラーズワニノベルス）
- 一角獣奇譚・彼方へ（1996年6月 小学館キャンバス文庫）

#### その他の作品
- アルテミスの反乱――2039――（1989年1月 アニメージュ文庫）

### 架空戦史小説

#### 帝国の決断シリーズ
- 帝国の決断(1)（1993年12月 廣済堂blue books）
- 帝国の決断(2)（1994年2月 廣済堂blue books）
- 帝国の決断(3)（1994年6月 廣済堂blue books）
- 帝国の決断(4)（1994年10月 廣済堂blue books）
- 帝国の決断(5)（1995年5月 廣済堂blue books）
- 帝国の決断 激闘篇(1)（1995年9月 廣済堂blue books）
- 帝国の決断 激闘篇(2)（1996年3月 廣済堂blue books）
- 帝国の決断 激闘篇(3)（1996年9月 廣済堂blue books）
- 帝国の決断 激闘篇(4)（1997年4月 廣済堂blue books）
- 帝国の決断 激闘篇(5)（1998年4月 廣済堂blue books）

#### 天翔の艦隊シリーズ
- 天翔の艦隊(1)（1993年10月 ケイブンシャノベルス）
- 天翔の艦隊(2)（1994年1月 ケイブンシャノベルス）
- 天翔の艦隊(3)（1994年5月 ケイブンシャノベルス）
- 天翔の艦隊(4)（1994年12月 ケイブンシャノベルス）
- 天翔の艦隊 復活篇(1)（1997年12月PHPビジネスライブラリーBL NOVELS）
- 天翔の艦隊 復活篇(2)（1998年2月 PHPビジネスライブラリーBL NOVELS）
- 天翔の艦隊 復活篇(3)（1998年4月 PHPビジネスライブラリーBL NOVELS）
- 天翔の艦隊 復活篇(4)（1998年7月 PHPビジネスライブラリーBL NOVELS）
- 天翔の艦隊 名将篇（1999年8月 PHPビジネスライブラリーBL NOVELS）

#### 大東亜架空戦記シリーズ
- レイテは燃えているか- 大東亜架空戦記（上）（1994年8月 コスミック出版コスモノベルス）
- レイテは燃えているか- 大東亜架空戦記（中）（1994年11月 コスミック出版コスモノベルス）
- レイテは燃えているか- 大東亜架空戦記（下）（1995年6月 コスミック出版コスモノベルス）

#### 満州は遥かなりシリーズ
- 満洲遙かなりVol.1（1998年10月 学研歴史群像新書）
- 満州遥かなりVol.2（1998年12月 学研歴史群像新書）

#### その他の作品
- カンヴァスの中の軍隊 上、中（1994年8月 サンマーク出版SUNMARK NOVELS）
- 伊号潜水艦追撃指令 修羅編（1997年2月 青樹社BIG BOOKS）
- 伊号潜水艦追撃指令 散華編（1997年7月 青樹社BIG BOOKS）
- ジパング戦記 錦江湾海戦前夜淵田と源田、南シナ海を奔る（2002年8月 白石書店白石ブックス）

### 矢矧零士との共著

#### 修羅の艦隊シリーズ
- (1) 内南洋海戦（1997年11月 コスミック出版コスモノベルス）
- (2) 太平洋三正面作戦（1997年12月 コスミック出版コスモノベルス）
- (3) ソロモン大戦略（1998年2月コスミック出版コスモノベルス）
- (4) ハワイ大激闘（1998年4月 コスミック出版コスモノベルス）
- (5) ハワイ満州大攻防（1998年5月 コスミック出版コスモノベルス）
- (6) 満州・樺太大激闘（1998年6月 コスミック出版コスモノベルス）

#### 鋼鉄の波濤シリーズ
- 鋼鉄の波濤 超甲戦艦天城(1)（1999年2月 学研歴史群像新書）
- 鋼鉄の波濤 超甲戦艦天城(2)（1999年4月 学研歴史群像新書）
- 鋼鉄の波濤 超甲戦艦天城(3)（1999年9月 学研歴史群像新書）
- 鋼鉄の波濤 超甲戦艦天城(4)（2000年1月 学研歴史群像新書）

#### 亜細亜の決断シリーズ
- 亜細亜の決断(1)（2000年12月 学研歴史群像新書）
- 亜細亜の決断(2)（2001年4月 学研歴史群像新書）
- 亜細亜の決断(3)（2001年9月 学研歴史群像新書）
- 亜細亜の決断(4)（2002年4月 学研歴史群像新書）
- 亜細亜の決断(5)（2002年8月 学研歴史群像新書）

#### 日本独立戦争シリーズ
- (1)錦江湾奇襲作戦（1998年10月 PHPビジネスライブラリーBL NOVELS）
- (2)沖縄奪還作戦（1999年1月 PHPビジネスライブラリーBLNOVELS）
- (3)九州上陸作戦（1999年7月 PHPビジネスライブラリーBLNOVELS）

#### 八八空母物語シリーズ
- 八八空母物語I・機動戦艦大和(1)（1998年7月 廣済堂blue books）
- 八八空母物語I・機動戦艦大和(2)（1998年10月 廣済堂blue books）
- 八八空母物語I・機動戦艦大和(3)（1999年3月 廣済堂blue books）
- 八八空母物語I・機動戦艦大和(4)（1999年7月 廣済堂」blue books）
- 八八空母物語I・機動戦艦大和(5)（1999年12月 廣済堂blue books）

- 八八空母物語II・機動戦艦武蔵(1)（2000年 廣済堂blue books）
- 八八空母物語II・機動戦艦武蔵(2)（2000年3月 廣済堂blue books）
- 八八空母物語II・機動戦艦武蔵(3)（2001年2月 廣済堂blue books）
- 八八空母物語II・機動戦艦武蔵(4)（2001年6月 廣済堂blue books）
- 八八空母物語II・機動戦艦武蔵(5)（2001年11月 廣済堂blue books）

- 八八空母物語III欧州篇・機動戦艦信濃(1)（2002年4月 廣済堂blue books）
- 八八空母物語III欧州篇・機動戦艦信濃(2)（2002年9月 廣済堂blue books）
- 八八空母物語III欧州篇・機動戦艦信濃(3)（2003年1月 廣済堂blue books）
- 八八空母物語III欧州篇・機動戦艦信濃(4)（2003年5月 廣済堂blue books）

#### アジアの嵐シリーズ
- Vol.1 中国軍侵攻す！2005年NEO SHIPむつ（1999年1月 コスミック出版コスモノベル）
- Vol.2 中台戦争勃発 - 自衛隊参戦す（1999年3月 コスミック出版コスモノベル）

#### アンソロジー
「」内が秋月達郎作品
- 殺人事件！トリック犯人あて推理 - 気鋭の推理作家集団が読者に挑戦する「謎解き推理ゲーム集」！！（1993年6月 日本文芸社ラクダブックス）「完全犯罪を阻止せよ！ 脇田警部の事件簿」
- 禁断の恐怖 - 戦慄のアンソロジー（1995年7月 青春出版社青春BEST文庫）「儀式」
- セブンスアウト ― 悪夢七夜（1998年12月 童夢舎DOUMノベル）「冬虫夏草」
- 妖かしの宴 わらべ唄の呪い（1999年12月 PHP文庫）「ずいずいずっころばし - 茶壷」
- 変化＜へんげ＞ 妖かしの宴2（2000年10月 PHP文庫）「月満ちて人狼たり」
- 御伽草子 妖かしの宴3（2001年11月 PHP文庫）「蜃気楼」
- ふりむけば闇 - 時代小説招待席（2003年5月 廣済堂出版 / 2007年10月 徳間文庫）「村重好み-耀変天目記」
- 散りぬる桜 - 時代小説招待席（2004年1月 廣済堂出版）「あいのこ船」
- 三国志 龍よ、蒼天に舞え（2005年3月 コーエー無双FanFieldノベルス）「関三小姐 - 関銀屏伝」
- 三国志 黄金の獅子たち（2005年4月 コーエー無双FanFieldノベルス）「張小燕 - 張家のひとびと」
- 三国志 麒麟よ、風雲を翔けよ（2005年7月 コーエー無双FanFieldノベルス）「関索と鮑三娘 - 葭萌関の碑」

### ノベライズ
- 学校の怪談4（1999年5月 ポプラ社）

#### その他
- 映画ライブそれが人生（2009年9月 高木書房 著者・麻生 八咫 / 麻生 子八咫）※監修
- 歴史街道セレクト 坂本龍馬 時代を回天させ、維新の「龍」となった男（2010年2月 PHP研究所）※歴史街道編集部編

#### 映像化
- TBS月曜ゴールデン「漬けモノ学者・竹之内春彦 京都殺人100選 美人陰陽師が京都の街に“五芒星”を描く時、次々と起こる殺人呪いで人を殺せるのか！？竹之内が謎に挑む」（2012年9月10日放送、監督：長江俊和、脚本：長江俊和/ブラジリィー・アン・山田、出演：中村雅俊、葉月里緒奈、黒谷友香、石井正則、野際陽子他）※「京都五芒星殺人物語」のドラマ化。